# Municipio de McLeansboro
El municipio de McLeansboro (en inglés: McLeansboro Township) es un municipio ubicado en el condado de Hamilton en el estado estadounidense de Illinois. En el año 2010 tenía una población de 3830 habitantes y una densidad poblacional de 41,17 personas por km².

## Geografía
El municipio de McLeansboro se encuentra ubicado en las coordenadas 38°5′7″N 88°32′20″O / 38.08528, -88.53889. Según la Oficina del Censo de los Estados Unidos, el municipio tiene una superficie total de 93.03 km², de la cual 92,21 km² corresponden a tierra firme y (0,89 %) 0,83 km² es agua.

## Demografía
Según el censo de 2010, había 3830 personas residiendo en el municipio de McLeansboro. La densidad de población era de 41,17 hab./km². De los 3830 habitantes, el municipio de McLeansboro estaba compuesto por el 97,94 % blancos, el 0,31 % eran afroamericanos, el 0,34 % eran amerindios, el 0,37 % eran asiáticos, el 0,29 % eran de otras razas y el 0,76 % eran de una mezcla de razas. Del total de la población el 1,62 % eran hispanos o latinos de cualquier raza.